# Gabriella Szabó
Gabriella Szabó (Budapeste, 14 de agosto de 1986) é uma velocista húngara na modalidade de canoagem.

## Carreira
Foi vencedora da medalha de Ouro em K-4 500 m em Londres 2012, junto com as colegas de equipa Danuta Kozák, Katalin Kovács e Krisztina Fazekas Zur.
Foi vencedora da medalha de Prata em K-4 500 m em Pequim 2008.